# جوني بيريز
جوني بيريز (مواليد 16 سبتمبر 1997) هو سبّاح من جمهورية الدومينيكان، مثّل بلاده في الألعاب الأولمبية الصيفية 2016.

## روابط خارجية
جوني بيريز على موقع الاتحاد الدولي للسباحة (الإنجليزية)
- جوني بيريز على موقع أوليمبيديا (الإنجليزية)